# 中央カサイ州
中央カサイ州（ちゅうおうカサイしゅう、フランス語: Kasaï-Central）は、コンゴ民主共和国南部の州。2005年の憲法ではルルア州（Lulua）として言及されている。
2015年の人口は331.7万人、面積は5万9111km2、人口密度は55人/km2。
州都はカナンガ。

## 隣接州
- 北：サンクル州
- 東：東カサイ州
- 南東：ロマミ州
- 南：ルアラバ州
- 南西：北ルンダ州
- 西：カサイ州

## 主要都市
- カナンガ：106万1181人(州都)
- デンバ（英語版）：2万5384人